# هولي بيرس
هولي بيرس (بالإنجليزية: Holly Peers)‏ وهي عارضة أزياء إنجليزية بريطانية ولدت في يوم 30 يوليو 1987 في مدينة مانشستر في إنجلترا في المملكة المتحدة وقد ظهرت في صحيفة ذا صن في الصفحة الثالثة في 2009 وظهرت في عدة مجلات أخرى.

## روابط خارجية
- هولي بيرس على موقع IMDb (الإنجليزية)